# 汪通郎县
汪通郎縣是泰國首都曼谷轄下的50個區之一。

## 概述
汪通郎縣總面積18.905平方公里。根據泰國官方於2017年所作的人口調查數據顯示：居住於汪通郎縣的總人口數量為112116人。汪通郎縣的人口密度為每平方公里5,930.49人。
汪通郎縣成立於1997年11月21日。曼谷新加坡國際學校以及曼谷法國國際學校皆位於汪通郎縣。
汪通郎縣縣議會有七名議員，每屆任期四年。上次選舉於2006年4月30日舉行。結果泰國民主黨獲得全部七個議員席位。